# All About Tonight
«All About Tonight» —en español: «Todo sobre esta noche»— es el primer sencillo del segundo álbum de estudio de la cantautora británica Pixie Lott.. Fue escrita por la propia cantante, en conjunto con la cantautora Tebey y el productor Brian Kidd, siendo lanzado digitalmente en el Reino Unido el 2 de septiembre de 2011.

## CD y Radios
CD:
- iTunes remix EP

1. "All About Tonight" – 3:05
2. "All About Tonight" (Acoustic) – 2:34
3. "All About Tonight" (The Alias Remix) – 5:51
4. "All About Tonight" (The Mike Delinquent Project Remix) – 5:03
5. "All About Tonight" (Video) – 3:13

| Chart (2011)                           | Peak position |
| -------------------------------------- | ------------- |
| Irlanda (IRMA)                         | 9             |
| Escocia (Scottish Singles Sales Chart) | 1             |
| South Korea (GAON)                     | 22            |
| Reino Unido (UK Singles Chart)         | 1             |